# Torvkyrkobyggnader i Island

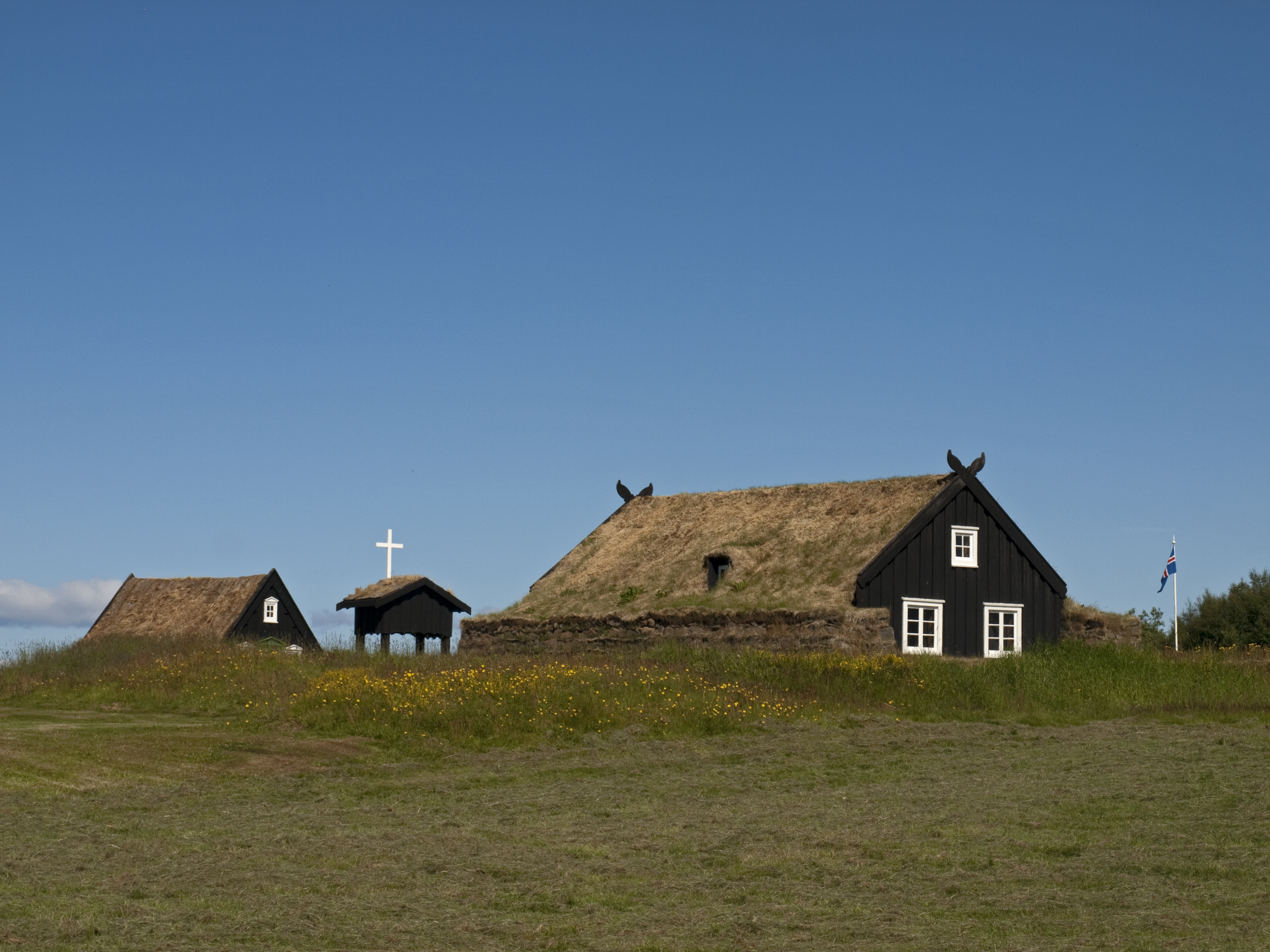
Kyrkan i Árbæjarsafns friluftsmuseum i Reykjavik

Torvkyrkobyggnader i Island är en form av isländska kyrkobyggnader som var vanliga långt in på 1800-talet, särskilt för mindre gårdskyrkor.
Under medeltiden i Island var det vanligt att bönder uppförde kapell på sina gårdar, vilka kom att tjänstgöra som sockenkyrkor.
Samtidigt rådde virkesbrist i landet, vilket gjorde att byggnadsvirke oftast måste importeras från Norge. Detta medverkade till att torvhus blev ett vanligt byggnadssätt för mindre hus, inklusive bostadshus och småkyrkor. Under medeltiden var flertalet kyrkor på bondgårdarna torvkyrkor. Långväggarna var av torv och gavlarna av trä.
Det finns sex torvkyrkor bevarade i Island, inklusive en som flyttats från sin ursprungliga lokal i Silfrastaðir i Skagafjörður till friluftsmuseet Árbæjarsafn i Reykjavik:
- Víðimýrarkirkja65°32′20.028″N 19°28′15.527″V / 65.53889667°N 19.47097972°V
- Saurbæjarkirkja 65°26′50″N 18°12′38″V / 65.4471°N 18.2105°V
- Hofskirkja 63°54′24.2″N 16°42′27.1″V / 63.906722°N 16.707528°V
- Gröfs kyrka 65°52′02″N 19°22′16″V / 65.86722°N 19.37111°V
- Núpsstaðakirkja 63°57′01″N 17°37′10″V / 63.95028°N 17.61944°V
- Kyrkan i Árbæjarsafn 64°07′07″N 21°49′09″V / 64.11861°N 21.81917°V

## Fotogalleri

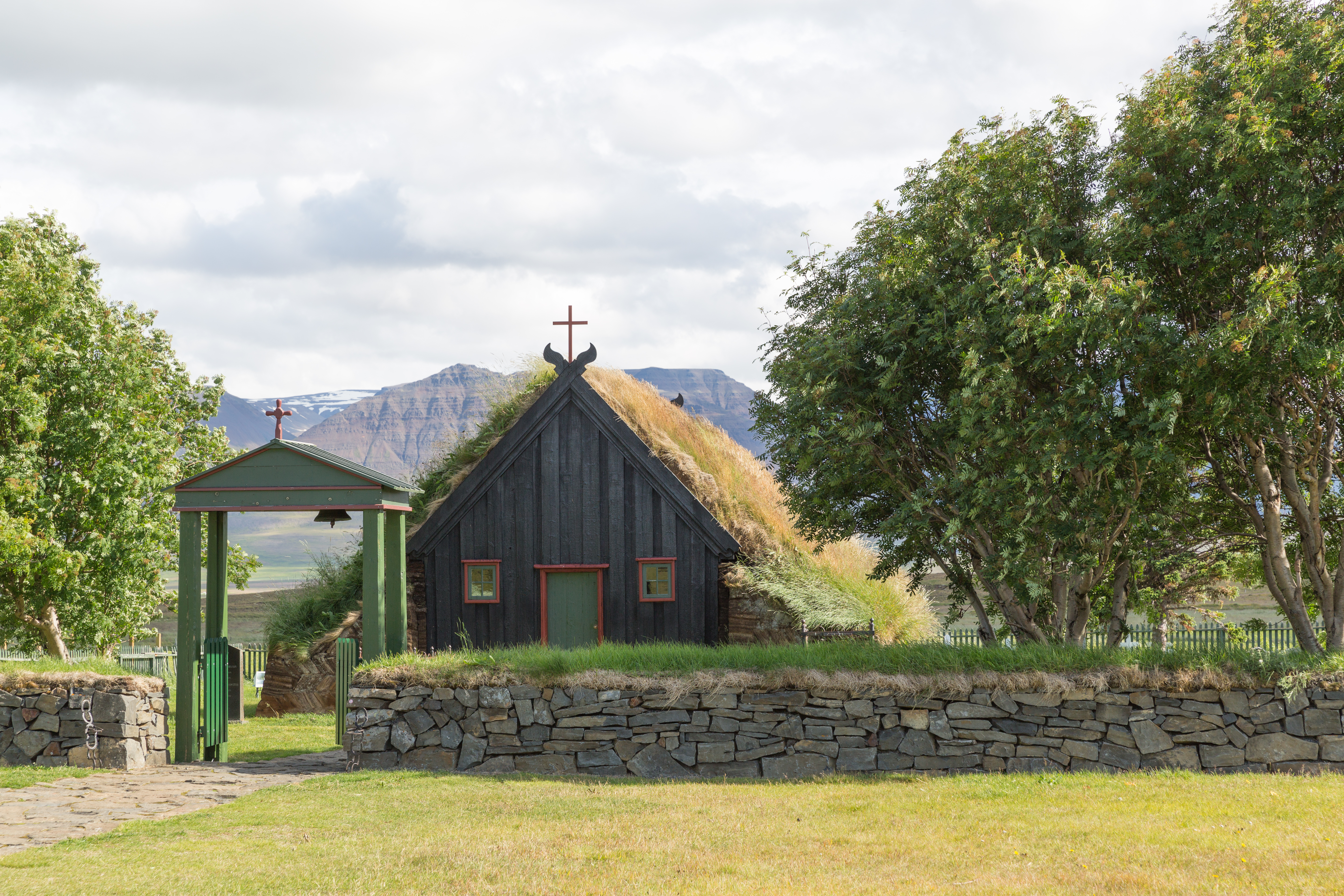
Víðimýrarkirkja
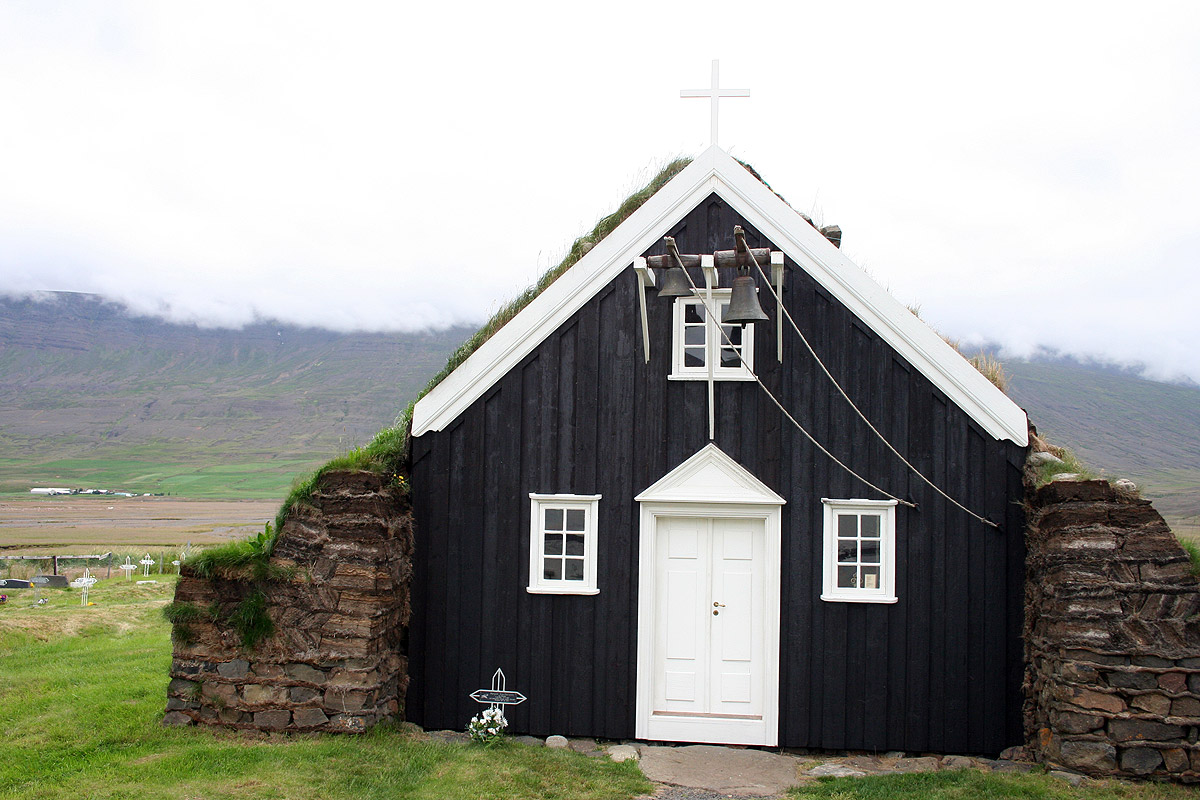
Saurbæjarkirkja
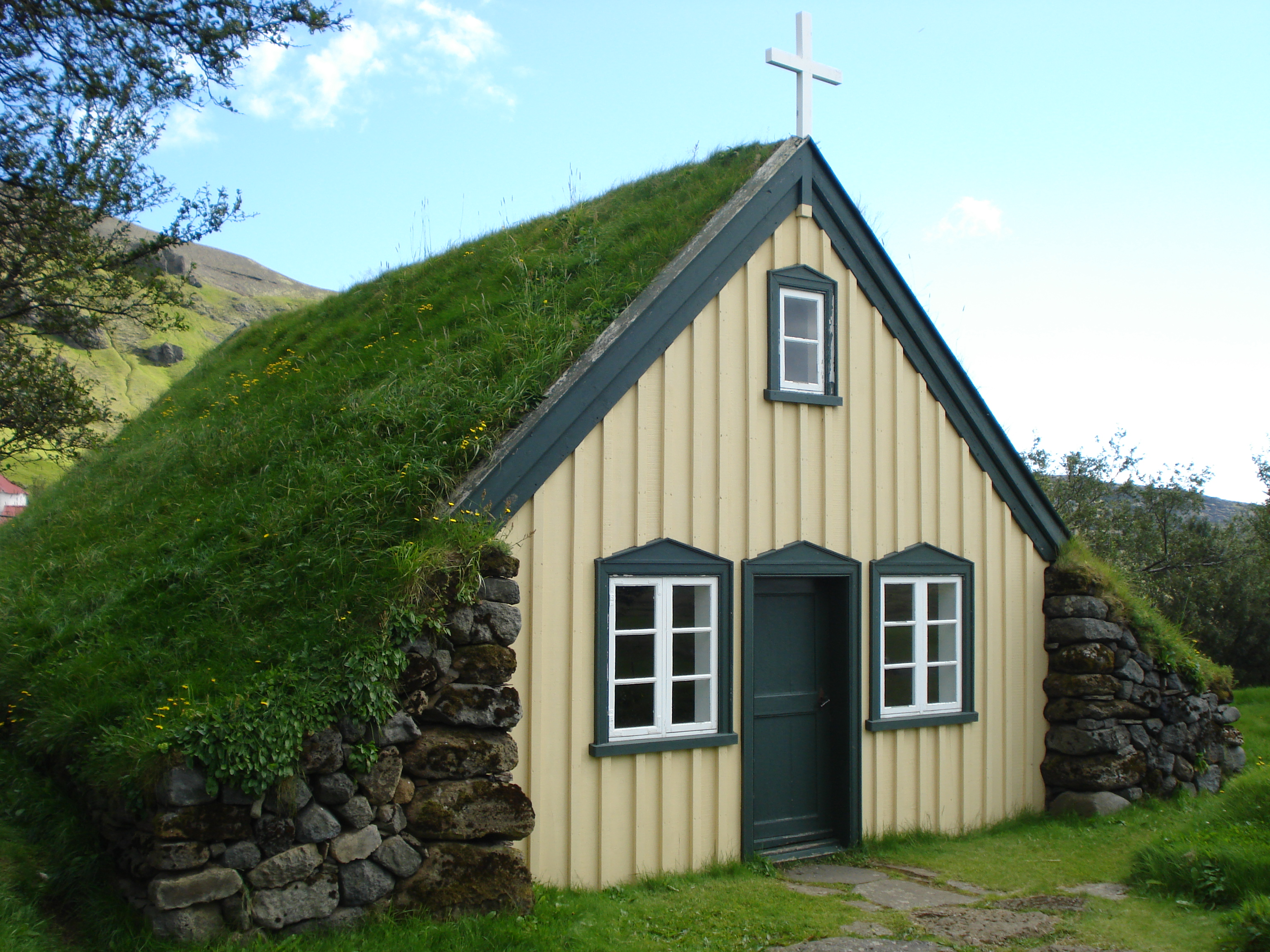
Hofskirkja
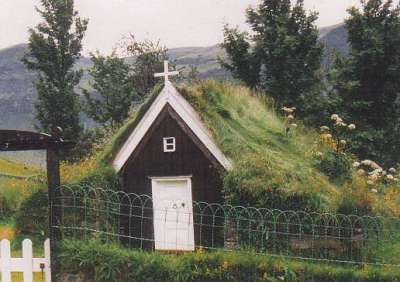
Núpsstaðakirkja